# アーデント (フリゲート)
アーデント（F184 Ardent）は、イギリス海軍の21型フリゲートの7番艦。フォークランド紛争でアルゼンチン空軍、アルゼンチン海軍の攻撃により撃沈された。

## 概要
本艦はエグゾセ対艦ミサイルを装備して竣工している。

## 艦歴
21型フリゲートの7番艦として、1973年4月17日にヤーロウ・シップビルダーズに発注され、1974年2月26日にグラスコー造船所で起工、1975年5月9日に進水して、1977年10月13日にイギリス海軍に就役した。

### フォークランド紛争
1982年4月19日、アーデントはフォークランド諸島へ向けてデヴォンポート海軍基地から出航して、任務部隊の船団をアセンション島まで護衛、5月3日に到着した。5月7日の朝に出航、5月9日にアセンション島の南方700海里 (1,300 km)の海域で、兵員輸送船となったキャンベラと合流した。アーデントは、キャンベラの右舷200ヤードを航行して、主砲などの射撃訓練展示を行った。
1982年5月21日、海兵隊のサットン作戦の支援のため、フォークランド海峡に僚艦と共に展開して、グース・グリーンのアルゼンチン軍の滑走路に対する砲撃を行っていたアーデントは、少なくとも3波に渡るアルゼンチン軍機の攻撃を受け、翌日沈没した。

#### イギリス側の記録
16:00（UTC）、最初の攻撃は単機のA-4スカイホークによるもので、2発の爆弾が投下されたが、どちらも不発だった。
17:40（UTC）、南側からの航空攻撃を分散させるため、ヤーマスとともに西フォークランド島西側へ向かうよう命令を受けていたアーデントは2度目の攻撃を受ける。スカイホークまたはダガーの3機の攻撃機は、フォークランド海峡を西から横断して旋回、北東方向からアーデントの左舷を攻撃した。この攻撃により3発の爆弾が命中した。攻撃に対して有効に機能したのは、20mm対空機関砲のみで、シーキャットSAMは攻撃機をロックすることが出来なかった。攻撃機は巧みな機動でMk.8 4.5インチ単装砲の射線から逃れた。
爆弾は2発が格納庫で爆発し、収容されていたリンクス対潜ヘリコプターを破壊した。シーキャットSAMの発射機は空中に24mも吹き飛ばされ、ヘリ甲板に叩きつけられた。格納庫は炎に包まれ、クルーが死傷した。3発目は後部の補機室に着弾したが、不発だった。後部の配電盤はひどく損傷し、主砲の装弾機など重要な能力が失われた。主機と舵は完全な制御下にあったが、防空能力が実質的に失われたため、針路を北に向けてポート・サンカルロスへ向けて退避し始めた。
18:00（UTC）、3度目の攻撃を受ける。5機のスカイホークが接近して多数の自由落下爆弾を投下した。2発から4発が船体後部に命中して爆発した。そのほか、何発かが着弾したが不発だった。残りのいくつかの爆弾は水中で爆発して至近弾となり、前部補機室に小規模な浸水を引き起こした。食堂は粉砕され、艦橋と戦闘指揮所のコミュニケーションは断絶、操舵能力も失われた。格納庫で被害に対応していたダメージコントロールチームには、多くの犠牲者が出た。
後部の火災は制御出来なくなり、アーデントはグランサム湾の浅瀬で停止した。艦の状態を重く見て、Alan West艦長は総員退艦を決定した。生存者はヤーマスに救助され、さらにキャンベラ移された。一連の攻撃により、アーデントは22名の犠牲者を出した。アーデントは、爆発しながら燃え続け、翌22日の6:30（UTC）に前部マストのみを水面上に残して沈没した。沈没から数日後に海軍のダイバーによって回収された対空機関銃は他の艦に転用された。水面上に残った前部マストは、沈船の存在を知らせる警告標識と、アローによるグース・グリーンへの対地攻撃の際の目標として利用された。
ジョン・ディロン二等兵は彼自身の火傷にもかかわらず、負傷した水兵を障害物から救助した功績により、ジョージ・メダルを受賞した。
総員退艦の際、艦長のサー・アラン・ウェストは最後に退艦した。その後、殊勲十字章を与えられ、2002年から2006年まで第一海軍卿を勤めた。
アーデントの残骸は、イギリスによって管理されており、フォークランド諸島の沈没船に関する法の保護下で立入禁止区域に指定されている。